# Glogovnica
Glogovnica je řeka v Chorvatsku. Je dlouhá 64 km a prochází Koprivnicko-križeveckou, Záhřebskou a Bjelovarsko-bilogorskou župou. Pramení nedaleko města Osijek Vojakovački a ve městě Čazma se vlévá do řeky Česmy. Míjí města Križevci a Vrbovec.

## Sídla ležící u břehu řeky
Osijek Vojakovački, Marinovac, Donja Glogovnica, Ivanec Križevački, Kloštar Vojakovački, Majurec, Lemeš Križevački, Cubinec, Poljana Križevačka, Zabrđe, Koritna, Gornja Obreška, Stara Marča, Mostari, Marčani, Bosiljevo, Dereza, Čazma

## Přítoky
Největším přítokem Glogovnice je řeka Črnec. Dalšími přítoky jsou potoky Koruška a Vrtlin. Pomocí kanálu Zelina-Lonja je Glogovnica spojena s řekou Lonjou.